# Памятник Вячеславу Черноволу (Николаев)
Памятник Вячеславу Черноволу в Николаеве расположен на пересечении Большой Морской и Никольской улиц.
Памятник одному из основателей «Народного руха Украины» открыт 23 августа 2007 года. Скульптор — Виктор Макушин. Архитектор проекта благоустройства сквера — Виктор Москаленко. Памятник выполнен из гранита Токовского месторождения сиреневого цвета. Общая высота памятника — 2,9 метра, скульптуры — 1,4 метра. Возле памятника обустроен сквер: установлены скамейки, обустроены аллеи, сооружён круглый фонтан, высота струй которого достигает 2,2 метра. Все работы выполнены за счет благотворительных взносов.

## Случаи вандализма
В ноябре 2007 года у скульптуры был отбит нос. В июне 2008 года нос вновь отпал, из-за того, что его плохо прикрепили в прошлый раз.
В феврале 2014 года, через день после сноса памятника Ленину в Николаеве, неизвестные разрисовали памятник Черноволу свастикой, а на следующий день неудачно попытались его снести. В апреле 2014 года памятник облили красной, синей и белой краской — цветами российского флага.